# 虚無主義 (倫理)
倫理学でいう虚無主義（きょむしゅぎ、英: moral nihilism）は、正邪、善悪、道徳・倫理（規範）といったものは存在しないとする立場である。絶対主義や相対主義と対立する。また、同じような立場の思想にニヒリズムがある。
プラトーンの『国家』に出てくるソフィストであるトラスュマコス (Θρασύμαχος) の態度が虚無主義に近い。また情動主義は「○○が正しい」という文は感情的な主張を意味するという説を唱える立場で、倫理そのものを否定する虚無主義とは異なる。